# 3.ª División de Montaña (Alemania)
La 3ª División de Montaña (3. Gebirgs-Division) fue una división del Ejército alemán (Heer) durante la Segunda Guerra Mundial, especializada en la lucha en la montaña y en adversas condiciones climatológicas.
A lo largo de su existencia, la División combatió en diversos lugares, destacando especialmente su actuación en la Campaña de Noruega en 1940 y su participación en luchas en la zona de la frontera con Finlandia.

## Creación
La División fue creada en Austria en 1938, poco después del Anschluss (la anexión del país al Tercer Reich) a partir de las antiguas 5ª y 7ª divisiones austriacas, que ya habían sido incorporadas al Heer.

## Invasión de Polonia
En septiembre de 1939, la 3ª División de Montaña tomó parte en la invasión de Polonia encuadrada en el Grupo de Ejércitos Sur, pero fue transferida como unidad de guarnición a la frontera occidental antes de la finalización de la campaña, ante la posibilidad de un ataque por parte de Francia y del Reino Unido.

## Invasión de Noruega
En abril de 1940, la División tomó parte en la Operación Weserübung, que desembocó en la campaña de Noruega. El más notable hecho de armas en que participó fue la batalla de Narvik, que enfrentó al 139.º Regimiento de Montaña bajo el mando del general Eduard Dietl con la 6ª División de Infantería del Ejército noruego, reforzada por algunas unidades del Ejército francés (entre ellas la 13.ª Media Brigada de la Legión Extranjera, formada en buena parte por españoles republicanos exiliados tras la Guerra Civil) y del Ejército británico, en una dura lucha por tomar el control de Narvik, importante puerto libre de los hielos del Ártico. Aunque los Aliados por un corto período lograron tomar la ciudad y expulsar a los alemanes, se vieron obligados a abandonarlo al inicio de la invasión de Francia en junio.

## Invasión de Rusia

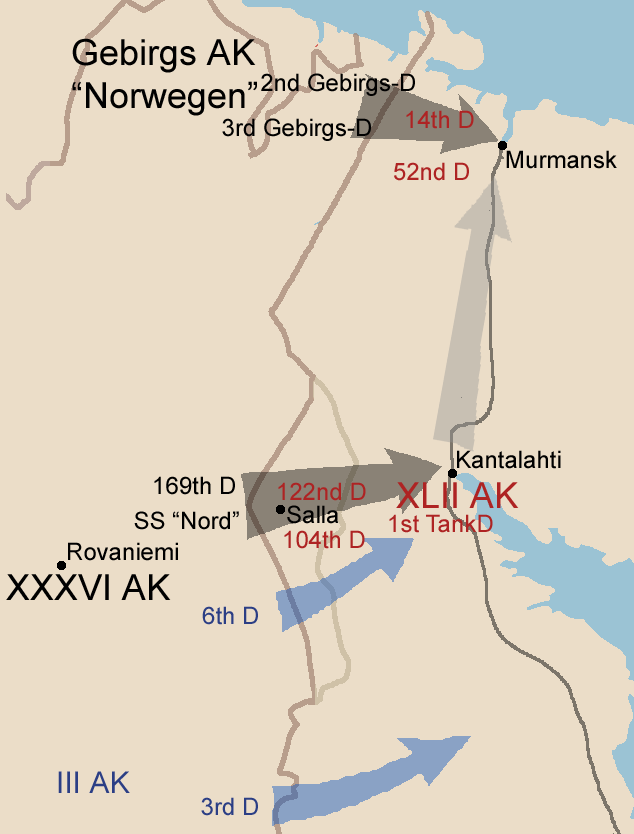
Plan de ataque previsto para la Operación Silberfuchs, en el que se marca el avance fijado a la 3ª División de Montaña y a su compañera la 2ª División de Montaña.

Posteriormente, la División fue enviada a territorio de Finlandia, aliada de la Alemania nazi, concretamente a la Laponia finlandesa, para tomar posiciones para desarrollar la Operación Silberfuchs en el momento de la invasión de la Unión Soviética (Operación Barbarroja) en junio de 1941, es decir, el avance junto con las unidades del Ejército finlandés para recuperar las minas de níquel de Petsamo y ocupar el puerto soviético de Múrmansk.
Tras fallar el avance previsto, la División fue retirada a Alemania para su recuperación a fines del año 1941, aunque dejó atrás a su 139.º Regimiento de Infantería de Montaña, para actuar independientemente de la División.
Después de su descanso y rehabilitación, la División regresó a Noruega en 1942, donde sirvió como una unidad de guarnición y reserva.

## Leningrado
La unidad fue transferida posteriormente al Frente Oriental, donde ejerció como reserva del Grupo de Ejércitos Norte en las cercanías de Leningrado. En noviembre de 1942, la División fue enviada a la batalla de Leningrado, para cubrir la zona en la que el Ejército Rojo había penetrado por Velikiye Luki.

## Grupo de Ejércitos Sur
Más tarde la 3ª División de Montaña fue destinada al sector sur del teatro de operaciones, para intentar recomponer el frente alemán tras la derrota sufrida en la batalla de Stalingrado. Durante el resto de la guerra, la unidad continuó integrada en el Grupo de Ejércitos Sur, siguiendo la retirada del mismo en sucesivos combates en Ucrania, Hungría y Eslovaquia, para finalmente rendirse al Ejército Rojo en Silesia al final de la guerra, en mayo de 1945.

## Composición
- 138. Gebirgsjäger Regiment
- 139. Gebirgsjäger Regiment
- Gebirgs-Artillerie-Regiment 112
- Aufklärungs-Abteilung 12
- Panzerabwehr-Abteilung 48
- Gebirgs-Pionier-Bataillon 83
- Gebirgsjäger-Feldersatz-Bataillon 68
- Gebirgs-Divisions-Nachschubtruppen 68
- Gebirgs-Divisions-Nachrichten-Abteilung 68
- Radfahr-Abteilung 68
- Aufklärungs-Abteilung 83.

## Mandos
- Generaloberst Eduard Dietl (1938 - 14 de junio de 1940)
- General der Gebirgstruppen Julius Ringel (14 de junio de 1940 - 23 de octubre de 1940)
- General der Gebirgstruppen Hans Kreysing (23 de octubre de 1940 - 10 de agosto de 1943)
- Generalleutnant Egbert Picker (10 de agosto de 1943 - 26 de agosto de 1943)
- General der Infanterie Siegfried Rasp (26 de agosto de 1943 - 10 de septiembre de 1943)
- Generalleutnant Egbert Picker (10 de septiembre de 1943 - 29 de septiembre de 1943)
- Generalleutnant August Wittmann (29 de septiembre de 1943 - 3 de julio de 1944)
- Generalleutnant Paul Klatt (3 de julio de 1944 - 8 de mayo de 1945)